# Robert Menzies
Sir Robert Gordon Menzies (født 20. december 1894 i Jeparit, Victoria, død 15. maj 1978 i Melbourne, Victoria) var en australsk politiker, der var landets premierminister fra 26. april 1939 til 26. august 1941 og igen 19. december 1949 til 26. januar 1966, hvilket gør ham til den længst siddende premierminister i landet til dato. 
Menzies tog juridisk kandidateksamen fra University of Melbourne i 1916 og blev selvstændig advokat og senere rigsadvokat ved High Court of Australia. Han opgav sin advokatkarriere til fordel for politik allerede i 1928, hvor han blev medlem af overhuset i Victoria for Nationalist Party of Australia. Han blev Victorias vicepremierminister i 1932. I 1934 gik han ind i politik på landsplan og blev valgt til parlamentet for United Australia Party. Han blev industriminister i Joseph Lyons regering og efterfulgte ham i 1939 som partiformand. Samme år blev han premierminister for første gang, men sad kun to år. Senere brød han med United Australia Party og dannede Liberal Party of Australia i 1944, som han herefter var formand for. Han vendte tilbage til politik og oplevede stor succes; i 1950'erne og de tidligere 1960'ere var han en dominerende kraft i australsk politik. Det lykkedes ham at bevare premierministerposten helt til 1966 og blev genvalgt i alt otte gange. På posten som partiformand blev han efterfulgt af Harold Holt.
Politisk stod Menzies for en tilbageholdende økonomisk politik, der ikke bød på større reformer, snarere gradvise forbedringer. Han var en markant anti-kommunist, og sendte flere gange australske styrker til Asien for at bekæmpe de kommunistiske regimer i Korea og Vietnam.

## Ordner og æresposter
Robert Menzies var af skotsk afstamning. Han var medlem af den skotske Tidselordenen. I Storbritannien var han bl.a. dekoreret med Order of the Companions of Honour. 
I 1966-1978 havde han den engelske ærestitel Lord Warden of the Cinque Ports. Posten var blevet ledig, da Winston Churchill døde i 1965. Efter Robert Menzies's død blev dronningemoderen Elizabeth Bowes-Lyon Lord Warden of the Cinque Ports. 
1. ↑  Navnet er anført på engelsk og stammer fra Wikidata hvor navnet endnu ikke findes på dansk.
2. ↑  Navnet er anført på engelsk og stammer fra Wikidata hvor navnet endnu ikke findes på dansk.
3. ↑  Navnet er anført på bokmål og stammer fra Wikidata hvor navnet endnu ikke findes på dansk.